# Centralny Zarząd Przemysłu Cukrowniczego
Centralny Zarząd Przemysłu Cukrowniczego – jednostka organizacyjna Ministerstwa Przemysłu Rolnego i Spożywczego, powołana w celu koordynowania, nadzorowania i kontrolowania oraz sprawowania ogólnego kierownictwa nad działalnością gospodarczą przedsiębiorstw państwowych lub będących pod zarządem państwowym.

## Działalność
Na podstawie zarządzenia Ministra Przemysłu i Handlu z 1949 r. wydane w porozumieniu z Ministrem Skarbu i Prezesem Centralnego Urzędu Planowania o utworzeniu Centralnego Zarządu Przemysłu Cukrowniczego ustanowiono Zarząd. Powołanie zarządu pozostawało w ścisłym związku z dekretem z 1947 r. o tworzeniu przedsiębiorstw państwowych.
Nadzór państwowy nad Zarządem sprawował Minister Przemysłu Rolnego i Spożywczego.
Centralny Zarząd Przemysłu Cukrowniczego wydzielono z administracji państwowej jako przedsiębiorstwo państwowe, prowadzone w ramach narodowych planów gospodarczych oraz według zasad rozrachunku gospodarczego.
Przedmiotem działalności Zarządu było koordynowanie, nadzorowanie i kontrolowanie oraz ogólne kierownictwo działalności gospodarczej przedsiębiorstw państwowych lub będących pod zarządem państwowym.
Przy Zarządzie powołana była Rada Nadzoru Społecznego, której zakres działania, sposób powoływania i odwoływania jej członków, organizację i sposób wykonywania powierzonych czynności określi rozporządzenie Rady Ministrów.
Rada Nadzoru Społecznego miała charakter niezależnego organu nadzorczego, kontrolnego oraz opiniodawczego, podlegającego w swej działalności nadzorowi Prezydium Krajowej Rady Narodowej.
Organem zarządzającym Zarządu była dyrekcja, powoływana i zwalniana przez Ministra Przemysłu Rolnego i Spożywczego i składająca się z dyrektora naczelnego, reprezentującego dyrekcję samodzielnie oraz z podległych dyrektorowi naczelnemu trzech dyrektorów.
Do ważności zobowiązań zaciąganych przez Zarząd wymagane było współdziałanie, zgodnie z uprawnieniami przewidzianymi w statucie:
- dwóch członków dyrekcji łącznie,
- jednego członka dyrekcji łącznie z pełnomocnikiem handlowym w granicach jego pełnomocnictwa,
- dwóch pełnomocników handlowych łącznie w granicach ich pełnomocnictw.

### Wykaz przedsiębiorstw nadzorowanych
- Zjednoczone Cukrownie Warszawskie przedsiębiorstwo państwowe wyodrębnione” z siedzibą w Płocku[1].
- Zjednoczone Cukrownie Lubelskie przedsiębiorstwo państwowe wyodrębnione” z siedzibą w Lublinie.
- Zjednoczone Cukrownie Poznańskie przedsiębiorstwo państwowe wyodrębnione” z siedzibą w Poznaniu.
- Zjednoczone Cukrownie Pomorskie przedsiębiorstwo państwowe wyodrębnione” z siedzibą w Toruniu.
- Zjednoczone Cukrownie Gdańskie przedsiębiorstwo państwowe wyodrębnione” z siedzibą w Malborku.
- Zjednoczone Cukrownie Szczecińskie przedsiębiorstwo państwowe wyodrębnione” z siedzibą w Szczecinie.
- Zjednoczone Cukrownie Śląska Opolskiego przedsiębiorstwo państwowe wyodrębnione” z siedzibą w Opolu.
- Zjednoczone Cukrownie Śląska Dolnego przedsiębiorstwo państwowe wyodrębnione” z siedzibą w Świdnicy.
- Centrala Zaopatrzenia Cukrownictwa przedsiębiorstwo państwowe wyodrębnione” z siedzibą w Warszawie.